# Agenti v sukních: Jaký otec, takový syn
Agenti v sukních: Jaký otec, takový syn (v anglickém originále: Big Mommas: Like Father, Like Son) je americká krimikomedie z roku 2011. Jedná se o třetí a poslední díl filmové trilogie a pokračování filmů Agent v sukni z roku 2000 a Agent v sukni 2 z roku 2006.

## Synopse
Syn agenta FBI Malcolma Turnera, Trent Pierce, je svědkem vraždy. Aby se oba vyhnuli nebezpečí, musejí se skrývat na dívčí umělecké škole, kde se oba převlečou za ženy. Jejich úkolem je dopadnou vraha.

## Obsazení
| Martin Lawrence    | Malcolm Turner      |
| Brandon T. Jackson | Trent Pierce        |
| Jessica Lucas      | Haley Robinsonová   |
| Tony Curran        | Chirkoff            |
| Portia Doubleday   | Jasmine             |
| Michelle Ang       | Mia                 |
| Emily Rios         | Isabelle            |
| Sherri Shepherd    | Beverly Townsendová |
| Ken Jeong          | pošťák              |
| Ana Ortiz          | Gail Fletcherová    |
|                    |                     |
|                    |                     |
|                    |                     |
|                    |                     |
|                    |                     |
|                    |                     |

## Vývoj
Film režíroval John Whitesell a v hlavní roli se opět objevil Martin Lawrence jako agent FBI Malcolm Turner. Lawrence je jediným hercem z původního obsazení, který se do filmu vrátil. Trenta Pierce, Turnerova nevlastního syna, kterého původně hrál Jascha Washington a který se objevil v předchozích dvou filmech, nyní ho ztvárnil herec a stand-up komik Brandon T. Jackson.
Společnost New Regency Productions vynaložila na výrobu filmu 32 milionů dolarů, což je méně než u předchozích filmů této série. Náklady se podařilo snížit díky tomu, že Martin Lawrence souhlasil se snížením honoráře, a také díky daňovým úlevám v Georgii. Hlavní natáčení začalo v dubnu 2010.

## Vydání
Snímek byl uveden do kin 18. února 2011 společností 20th Century Fox. Celosvětově film vydělal více než 82 milionů dolarů.